# All-American Co-Ed
All-American Co-Ed  é um filme norte-americano de 1941, do gênero comédia musical, dirigido por LeRoy Prinz e estrelado por Frances Langford e Johnny Downs.
All-American Co-Ed é o primeiro do vinte médias-metragens que Hal Roach produziu entre 1941 e 1948, todos distribuídos pela United Artists. Apesar do elenco inexpressivo e da pouca duração, o filme abocanhou duas indicações ao Oscar, uma para a trilha sonora e outra para a canção "Out of the Silence", de Lloyd B. Norlin.

## Sinopse
Bob Sheppard, universitário, recebe a missão de seus colegas de dar o troco nas arrogantes moças alojadas na pensão feminina. Para isso, ele precisa disfarçar-se de "loura arrasa quarteirão" e inscrever-se no concurso de beleza anual. Quando não está às voltas com cachinhos e crinolinas, ele mata o tempo cortejando a pimentinha Virginia...

## Premiações
| Patrocinador                                  | Prêmio | Categoria                                                    | Situação |
| --------------------------------------------- | ------ | ------------------------------------------------------------ | -------- |
| Academia de Artes e Ciências Cinematográficas | Oscar  | Melhor Canção Original Melhor Trilha Sonora de Filme Musical | Indicado |

## Elenco
| Ator/Atriz         | Personagem           |
| ------------------ | -------------------- |
| Frances Langford   | Virginia Collinge    |
| Johnny Downs       | Bob Sheppard         |
| Marjorie Woodworth | Bunny                |
| Noah Beery Jr.     | Slinky               |
| Esther Dale        | Tia Matilda Collinge |
| Harry Langdon      | Hap Holden           |
| Alan Hale Jr.      | Tiny                 |
| Kent Rogers        | Henry                |